# Panturquismo

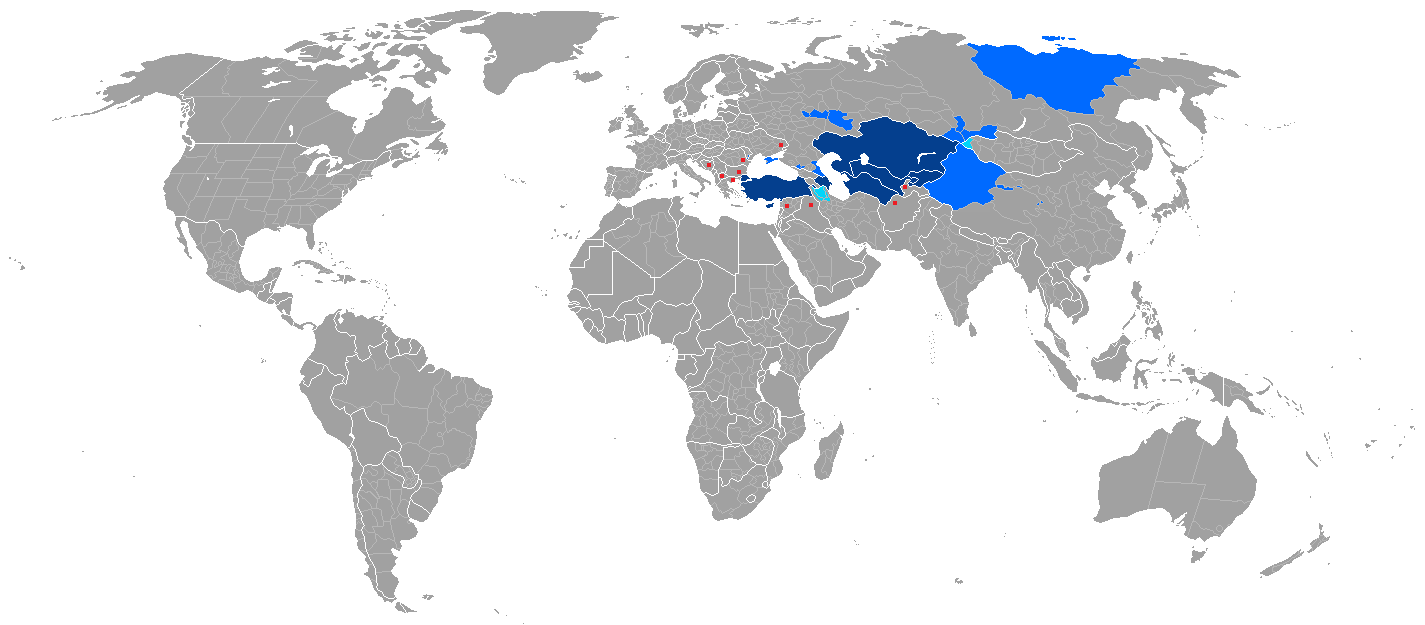
Distribuição política dos países e subdivisões autónomas onde as línguas turcomanas têm estatuto oficial.

O panturquismo é um movimento político que surgiu na década de 1880 entre os intelectuais turcos do Império Russo e do Império Otomano, com o objetivo de unificação cultural e política de todos os povos turcos.
Este conceito foi popularizado pelos Jovens Turcos e, em especial por Enver Paşa. Foi, então, rejeitado e combatido sob a Turquia Kemalista, embora tenha sido invocado o nacionalismo para a formação de jovem Estado-nação turco - em nome do famoso princípio kemalista: "Paz em casa, paz no mundo".[carece de fontes?]